# Sukhoi Su-26
El Sukhoi Su-26 (en ruso: Сухой Су-26) es un avión acrobático monoplaza ruso del fabricante Sukhoi  con un motor radial. El Sukhoi Su-26 realizó su primer vuelo en junio de 1984. Del Su-26 se llegaron a fabricar dos variantes, el biplaza Sukhoi Su-29 y el monoplaza Sukhoi Su-31.

## Usuarios

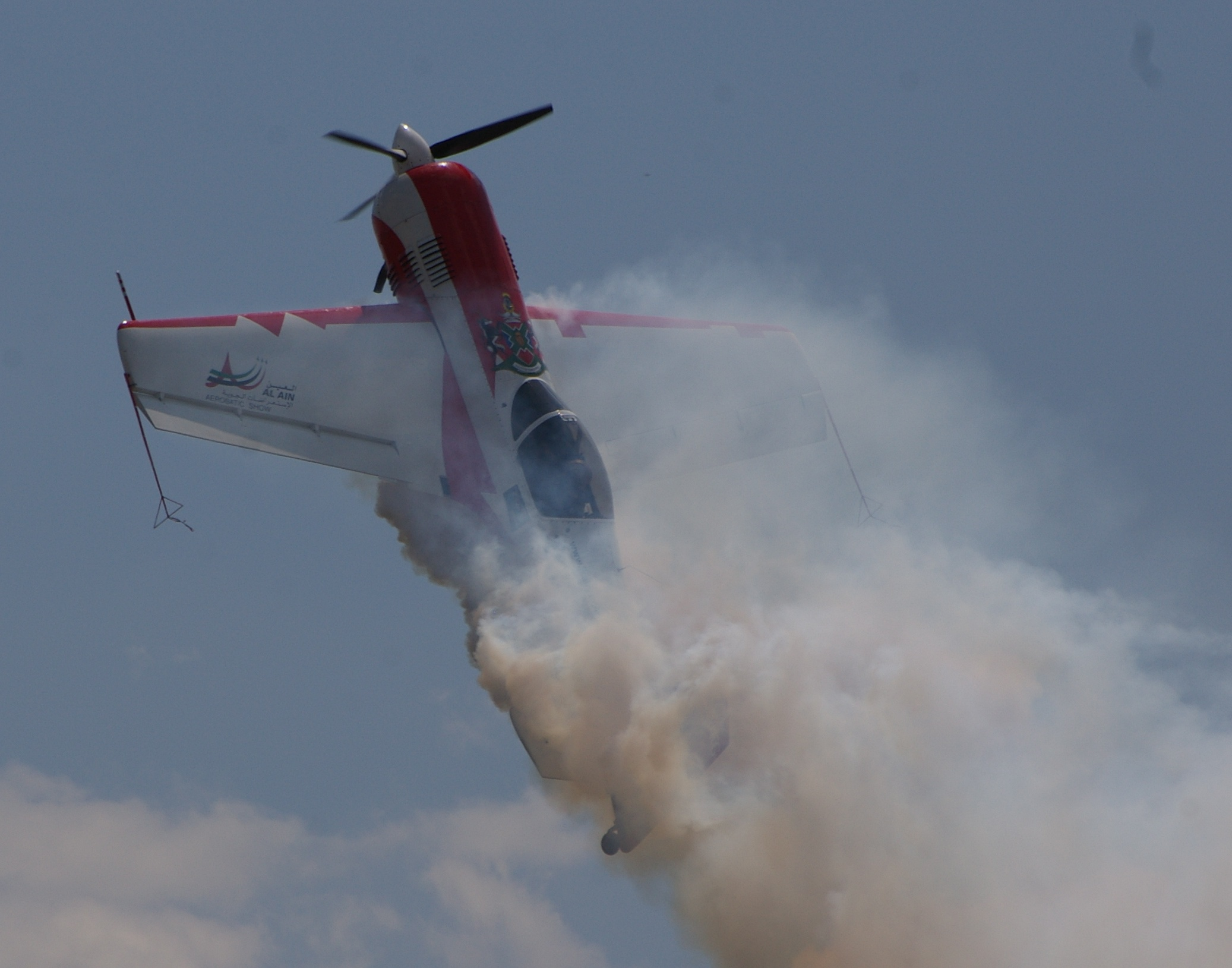
Su-26 pilotado por el lituano Jurgis Kairys

### Anteriores
Reino Unido
- Red Bull Matadors

utilizó el Su-26 hasta su sustitución por el Zivko Edge 540.

## En la cultura popular
IL-2 Sturmovik: Cliffs of Dover es un videojuego de simulación de combate aéreo ambientado en la Segunda Guerra Mundial. Mientras el juego estaba todavía en desarrollo, el Sukhoi Su-26 (muy posterior al período histórico representado en el juego) había sido prometido por los desarrolladores como un avión pilotable extra para los jugadores, pero en la fecha de lanzamiento del juego, en marzo de 2011, el aparato no fue incluido entre los aviones pilotables del juego. Aun así, el Su-26 fue finalmente incluido como contenido automáticamente descargable con la llegada del parche Steam 1.11.20362 el 19 de octubre de 2012.

## Especificaciones
Referencia datos: Air Races.com, Sukhoi Su-26, 29, 31

### Características generales
- Tripulación: 1
- Longitud: 6,83 m
- Envergadura: 7,80 m
- Altura: 2,89 m
- Superficie alar: 11,83 m²
- Peso vacío: 736 kg
- Peso máximo al despegue: 1206 kg
- Planta motriz: 1× Motor radial de 9 cilindros Vedeneyev M-14P.
  - Potencia: 270 kW 360 HP
- Hélices: 1× MTV-9CL250-27 tripala de paso variable de madera laminada recubierta de fibra de carbono de 2,5 m (origen Alemania) por motor.

### Rendimiento
- Velocidad nunca excedida (Vne): 450 km/h
- Velocidad máxima operativa (Vno): 340 km/h
- Velocidad crucero (Vc): 295 km/h
- Velocidad de entrada en pérdida (Vs): 110 km/h
- Radio de acción: km
- Alcance en combate: km
- Alcance en ferry: 965 km
- Techo de vuelo: 4000 m
- Régimen de ascenso: 18 m/s
- Coeficiente de carga: De -10 G a 12 G

### Desarrollos relacionados
- Sukhoi Su-29
- Sukhoi Su-31

### Aeronaves similares
- Yakovlev Yak-50
- Yakovlev Yak-52
- Yakovlev Yak-54
- Yakovlev Yak-55
- Extra 300